# 千代田町 (茨城県)
千代田町（ちよだまち）は、茨城県南部に存在した町である。新治郡に属した。
2005年3月28日、隣接する霞ヶ浦町との合併によりかすみがうら市となった。

## 地理
町北部に恋瀬川が中央部に天の川が流れる。また、南東部を常磐線が走る。

## 歴史

### 沿革
- 1954年（昭和29年）3月20日 - 新治郡志筑村、七会村、新治村が新設合併し、千代田村が発足。
- 1982年（昭和57年）3月30日 - 常磐道千代田石岡ICが供用開始。
- 1992年（平成4年）1月1日 - 町制施行により千代田町となる。
  - 住居表示町名として、稲吉東1丁目〜6丁目（旧・大字下稲吉の一部）を設定[1]。
- 2005年（平成17年）3月28日 - 霞ヶ浦町と新設合併しかすみがうら市が発足。同日千代田町廃止。

## 行政
- 町長 - 鈴木三男

## 学校

### 小学校
- 千代田町立上佐谷小学校
- 千代田町立志筑小学校
- 千代田町立下稲吉小学校
- 千代田町立下稲吉東小学校
- 千代田町立新治小学校
- 千代田町立七会小学校

### 中学校
- 千代田町立下稲吉中学校
- 千代田町立千代田中学校

### 高等学校
- つくば国際大学高等学校千代田校舎（現・つくば国際大学東風高等学校）

## 交通

### 鉄道
土浦市が所在地である東日本旅客鉄道常磐線の神立駅が、千代田町にまたがって設置されている。

### 道路
高速道路
- 常磐自動車道
  - 千代田石岡インターチェンジ

一般国道
- 国道6号（水戸街道）

主要地方道
- 茨城県道53号つくば千代田線
- 茨城県道64号土浦笠間線

一般県道
- 茨城県道138号石岡つくば線
- 茨城県道141号牛渡馬場山土浦線
- 茨城県道197号戸崎上稲吉線

## 著名な出身者
- アントキの猪木 - アントニオ猪木のものまねタレント。芸人になる前は千代田町の職員であった。